# 大猶太會堂 (格羅德諾)

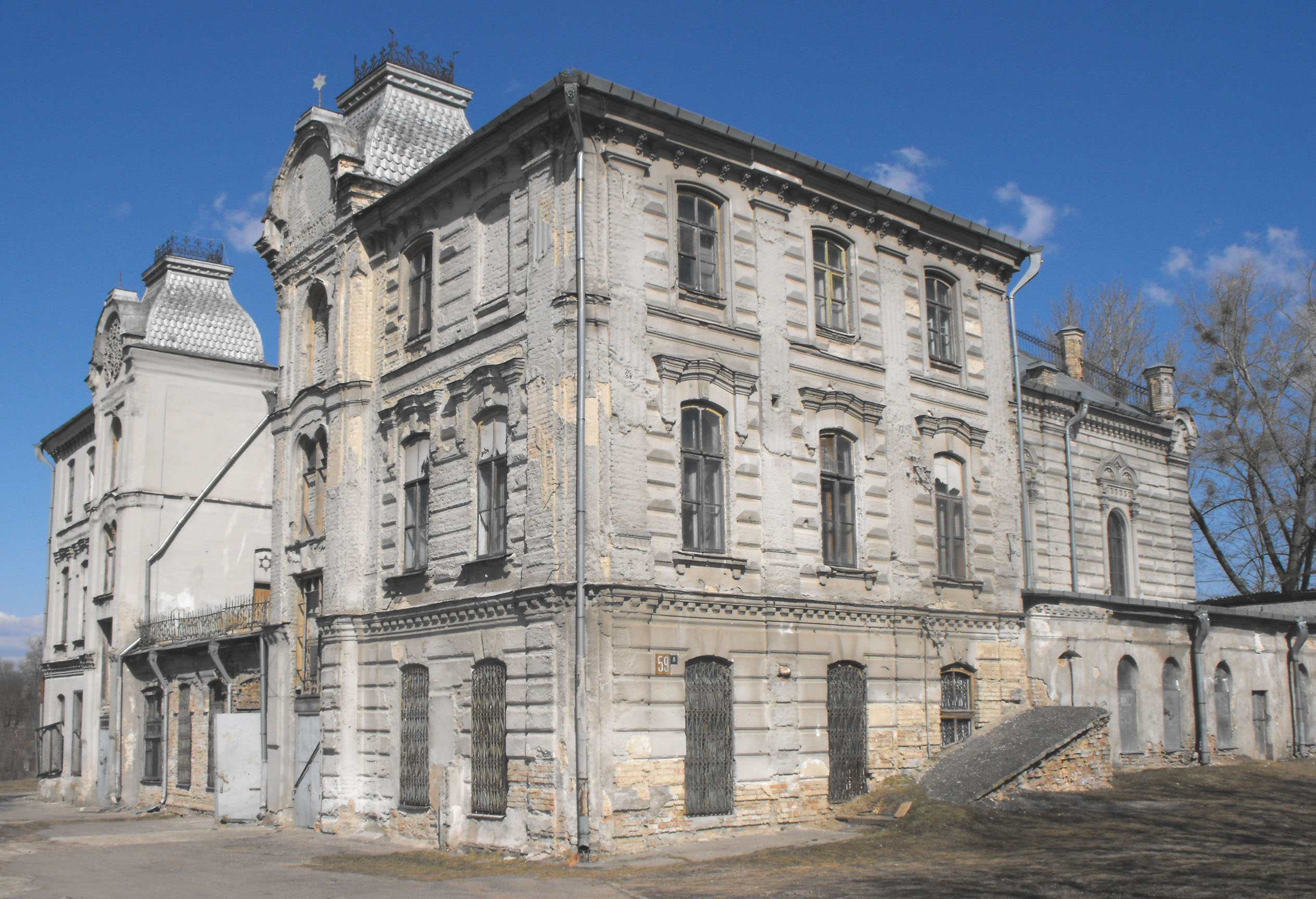
大猶太會堂

大猶太會堂是位於白俄羅斯城市格罗德诺的一座猶太會堂，其歷史開始於16世紀。2007年，大猶太會堂被列入世界遺產候選名單。

## 外部連結
- The official site of the Great Synagogue of Hrodna（页面存档备份，存于）
- Great Synagogue (Hrodna)（页面存档备份，存于）

53°40′43″N 23°49′29″E / 53.6786°N 23.8246°E